# Verbo
El verbo es una parte de la oración, concretamente una categoría léxica, que expresa una acción, movimiento, existencia, consecución, condición o estado del sujeto. Sintácticamente representa una predicación. En la oración, el verbo conjugado funciona como el núcleo sintáctico del predicado (si el verbo está en una forma conjugada ocupará en general la posición del núcleo del sintagma de tiempo, y si no de un sintagma verbal simple).
Los verbos, según su valencia o gramática, pueden ser clasificados en intransitivos, transitivos, ditransitivos, etc. Son transitivos cuando el verbo requiere más de un argumento obligatorio. Los intransitivos tienen un solo argumento obligatorio.

## Introducción
El verbo es la parte variable de la oración que indica acción, proceso o estado. En  Juan  sube las escaleras, sube supone una acción que está realizando, en Ramón ha crecido un montón, ha crecido supone un proceso que ha experimentado, y en Ramón está cansado, está supone un estado.

### Accidentes gramaticales
En la inmensa mayoría de lenguas del mundo el verbo es la clase de palabra más compleja en el sentido de que puede reflejar muchas más categorías gramaticales que otras palabras. Es frecuente que exprese una o varias personas gramaticales (en lenguas como el español solo marca la persona gramatical asociada al sujeto; en otras lenguas también puede marcar el objeto), número gramatical, tiempo-modo-aspecto y más raramente en algunas lenguas pueden llevar género gramatical, evidenciales, direccionales, clasificadores de forma, intencionales, etc. En gramática tradicional las categorías expresadas en el verbo se denominan accidentes gramaticales.
En la mayoría de lenguas flexivas existen tres categorías gramaticales típicas del verbo.
- La categoría verbal de tiempo gramatical asume diferentes formas en diferentes lenguas. En muchas lenguas europeas existen tres posibles valores del tiempo: presente, pasado y futuro; en otras lenguas la diferencia es entre pasado y no-pasado (presente o futuro). Incluso existen lenguas  que no tienen tiempo gramatical, como el chino, y la noción semántica de tiempo se realiza mediante adverbios explícitos (hoy, ayer, ahora, etc.) o bien contextualmente.
- La categoría de modo puede incluir diversas variantes, tales como condicional, imperativo, indicativo, negativo, optativo, potencial, subjuntivo, etc.
- El aspecto gramatical se refiere a la noción semántica de acción acabada (perfecto), acción inacabada (imperfecto), acción continuada, etc.

En muchas lenguas indoeuropeas el tiempo, el aspecto y el modo gramatical frecuentemente se expresan fusionadamente mediante un único morfema que expresa simultáneamente los diversos valores de esas categorías. Por ejemplo en español, en la forma amaste el morfema -ste expresa simultáneamente el modo indicativo, el tiempo pasado y el aspecto perfecto (además de expresar segunda persona y singular).

### Constituyentes morfológicos
Los verbos constituyen una clase de palabras con gran variación formal entre las lenguas del mundo; transmiten acción, proceso, estado, número, persona, tiempo, etc. Se pueden distinguir los siguientes constituyentes morfológicos de las formas verbales:
- Raíz: La raíz aporta la información léxica. Un verbo puede estar compuesto por varias raíces, por ejemplo malcriar tiene dos, está formado por mal-cri-ar.
- Morfemas derivativos: Los morfemas derivativos se concatenan a la raíz; pueden ser tanto prefijos como sufijos; por ejemplo reconstruir tiene el prefijo derivativo re-.

Las lenguas flexivas y en particular las lenguas indoeuropeas frecuentemente incluyen además otros tipos de constituyentes:
- Desinencias o morfemas flexivos que aportan informaciones gramaticales:
  - Desinencia de número y persona: En cantábamos, el morfema -mos indica número plural y primera persona.
  - Desinencia de tiempo, aspecto y modo: En cantábamos, -ba- indica tiempo pasado, aspecto imperfectivo y modo indicativo.
- Vocal temática: La vocal temática es un elemento característico de las lenguas romances que carece de significado y permite clasificar los verbos en conjugaciones. En español, los verbos de la primera conjugación presentan la vocal temática -a-, los de la segunda la -e-, y los de la tercera la -i-.

En muchas lenguas romances y germánicas existen formas verbales compuestas. En las formas compuestas aparece un verbo auxiliar (en español haber), que acompaña al participio del verbo conjugado, carece de significado y solo transmite información gramatical. Por ejemplo, en Hemos cantado la acción la expresa el participio de cantar. Otros verbos auxiliares del español son ser en su construcción pasiva y los verbos empleados en las perífrasis verbales.

#### Variación de número y persona
En lenguas como el chino o el inglés el verbo tiene muy pocas marcas y apenas existe flexión verbal. Sin embargo, esa situación no es la más común entre las lenguas del mundo y muchas lenguas no aislantes presentan una gran cantidad de variación morfológica en las formas verbales. Dos de las categorías más comúnmente expresadas son el número gramatical y la persona gramatical. El número señala si la forma verbal es singular, plural, dual, etc., y la persona típicamente indica si el verbo corresponde a la primera persona, la segunda o la tercera.
En español, las formas verbales que distinguen la persona son formas personales, y las formas verbales que no la expresan son formas no personales, es decir, el infinitivo, el gerundio y el participio. En español, latín, las lenguas romances y otras lenguas indoeuropeas, tanto el infinitivo como el gerundio poseen formas compuestas. Pero en las lenguas del mundo existe una gran variación sobre las formas marcadas.

#### Tiempo, aspecto y modo (TAM)
El tiempo gramatical es una categoría que se refiere a la referencia temporal (relativa o absoluta según las lenguas), que permite ubicar el orden cronológico de los eventos y acciones. En las lenguas flexivas el tiempo gramatical se refleja usualmente en un conjunto de paradigmas asociados a un conjunto de desinencias, que en conjunto se denominan tiempos verbales.
El tiempo gramatical indica si la acción es pasada (anterior a otra), presente (habitual o simultánea a otra) o futura (posterior a otra) en relación con el momento del habla (presente). En las lenguas indoeuropeas, por ejemplo, los tiempos verbales además de expresar el tiempo gramatical, propiamente dicho, también indican el aspecto gramatical y a veces el modo gramatical y otros aspectos relacionados pero que no se refieren estrictamente a la cronología de los sucesos.

##### Aspecto
El aspecto informa de la perspectiva del hablante ante el desarrollo de la acción verbal.
- El aspecto es perfectivo cuando las formas de la conjugación verbal expresan el final de la acción, como por ejemplo Roberto vivió en Almería, ya que la acción de vivir es considerada pasada y terminada. En español, todas las formas compuestas y el pretérito perfecto simple tienen aspecto perfectivo.
- El aspecto es imperfectivo cuando las formas verbales no expresan el final de la acción, como por ejemplo Roberto vivía en Almería, ya que la acción de vivir es considerada pasada, pero no terminada respecto al resto de lo que se está diciendo.

##### Modo
El modo informa sobre la actitud del hablante ante la acción verbal. En español, la acción verbal es vista de tres formas:
- Real: La acción verbal existe. Corresponde al modo indicativo.
- Posible o virtual: La acción verbal existen en la imaginación del hablante, que manifiesta una actitud de duda, deseo, temor, etc. sobre la acción. Corresponde al modo subjuntivo.
- Orden o exhortación: Corresponde al modo imperativo.

#### Otras categorías
Además de las categorías comúnmente expresadas en lenguas como el español, otras lenguas expresan en el verbo un número mayor de categorías. Por ejemplo en náhuatl el verbo expresa no solamente la persona gramatical del sujeto o agente, sino también incluye formas para expresar el objeto o tema de la acción verbal. En lenguas semíticas muchas formas verbales expresan el género gramatical del sujeto. Muchas lenguas indígenas de América y otros lugares expresan categorías ausentes de las lenguas europeas como son la inclusividad o la evidencialidad.

### Argumentos verbales
Los argumentos requeridos por el verbo incluyen el sujeto y los complementos verbales. En diversas lenguas se denominan de manera diferente pero en términos generales un verbo transitivo requiere un complemento directo (ocasionalmente complemento de régimen); algunos ditransitivos requieren también complemento indirecto. El llamado complemento circunstancial no es obligatorio en ningún caso, por lo que sintácticamente es un adjunto del sintagma verbal.
Semánticamente el complemento directo suele asumir un papel temático de paciente o tema, mientras que el complemento indirecto suele recibir un papel temático de beneficiario o recipiente. En español y otras lenguas, algunos verbos requieren complementos obligatorios con papeles temáticos diferentes o expresan ese complemento mediante un complemento de régimen.
Los complementos circunstanciales no son argumentos verbales ya que pueden omitirse, pero cuando están presentes completan el significado de la predicación expresando modo, lugar, tiempo, etc. Estos son adjuntos frecuentemente introducidos por adposiciones o son realizados por adverbios de modo, tiempo y lugar.

### Diátesis
La diátesis gramatical tiene que ver con el número de argumentos requeridos por el verbo o valencia del verbo. Muchos verbos requieren solo un argumento (intransitivos) cuyo papel temático frecuentemente es un experimentador. Otros verbos que requieren entre sus argumentos un agente frecuentemente son transitivos y requieren además un paciente o tema.
En español algunos de los verbos que requieren un agente como uno de sus argumentos pueden aparecer en diátesis transitivas o intransitivas:
me comí el pollo (DT)
estabas comiendo (DI)
Otros verbos transitivos del español son rígidamente intransitivos y no admiten esta duplicidad de diátesis:
Juan devoró el pollo (DT)
*Juan devoró (DI)
La segunda oración no es directamente interpretable sin inferencias pragmáticas adicionales, ya que devorar no admite aquí una diátesis intransitiva.
Las lenguas del mundo presentan procedimientos morfológicos que pueden alterar la valencia del verbo entre ellos:
- La pasivación consiste en la formación de un intransitivo a partir de un transitivo. Obsérvese que por ejemplo en español el complemento agente, introducido por la preposición en una oración pasiva es omisible, y por tanto es un adjunto sintáctico: Fue elegido presidente es gramatical al igual que Fue elegido presidente por la mayoría de la cámara. En las lenguas nominativo-acusativas este proceso de intransitivización se llama formación de voz pasiva, mientras que en las lenguas ergativo-absolutivas este proceso se llama formación de voz antipasiva.

- La voz causativa.
- La voz aplicativa.

### Sintaxis
Además de requerimientos de orden sintáctico, la aparición de un verbo en una frase puede estar ligada por concordancia gramatical. Esto significa que en muchas lenguas se requiere que el verbo tenga una u otra forma en función de otros constituyentes sintácticos que le preceden o le siguen.
En español el verbo concuerda con el sujeto:
El niño corrió mucho
Los niños corrieron mucho
En cambio en otras lenguas como el euskera hay concordancia entre el sujeto y objeto:
ditut 'los tengo' / dut 'lo tengo'
ditugu 'los tenemos' / dugu 'lo tenemos'

## El verbo en las lenguas del mundo
En gramática tradicional se concibe el verbo como la palabra principal del predicado en la oración. Como designar y predicar son funciones básicas de toda lengua humana, todas las lenguas poseen verbos. Típicamente muchas lenguas diferencian entre dos grandes clases de categorías léxicas: en la primera estarían básicamente los nombres y en la segunda los verbos, aunque en algunas pocas lenguas estas clases no son disjuntas. Los adjetivos en algunas lenguas son tratados de manera similar a los nombres y en otras de manera más similar a verbos estativos. La predicación verbal típicamente incluye un conjunto de categorías primarias como la persona gramatical, el tiempo gramatical, el aspecto gramatical, y en muchas lenguas también categorías secundarias como género y número, aunque algunas de estas categorías pueden faltar en cada lengua concreta. Por ejemplo en las lenguas indoeuropeas, a diferencia de lo que pasa en lenguas semíticas, el verbo no incluye distinciones de género.

### El verbo en español

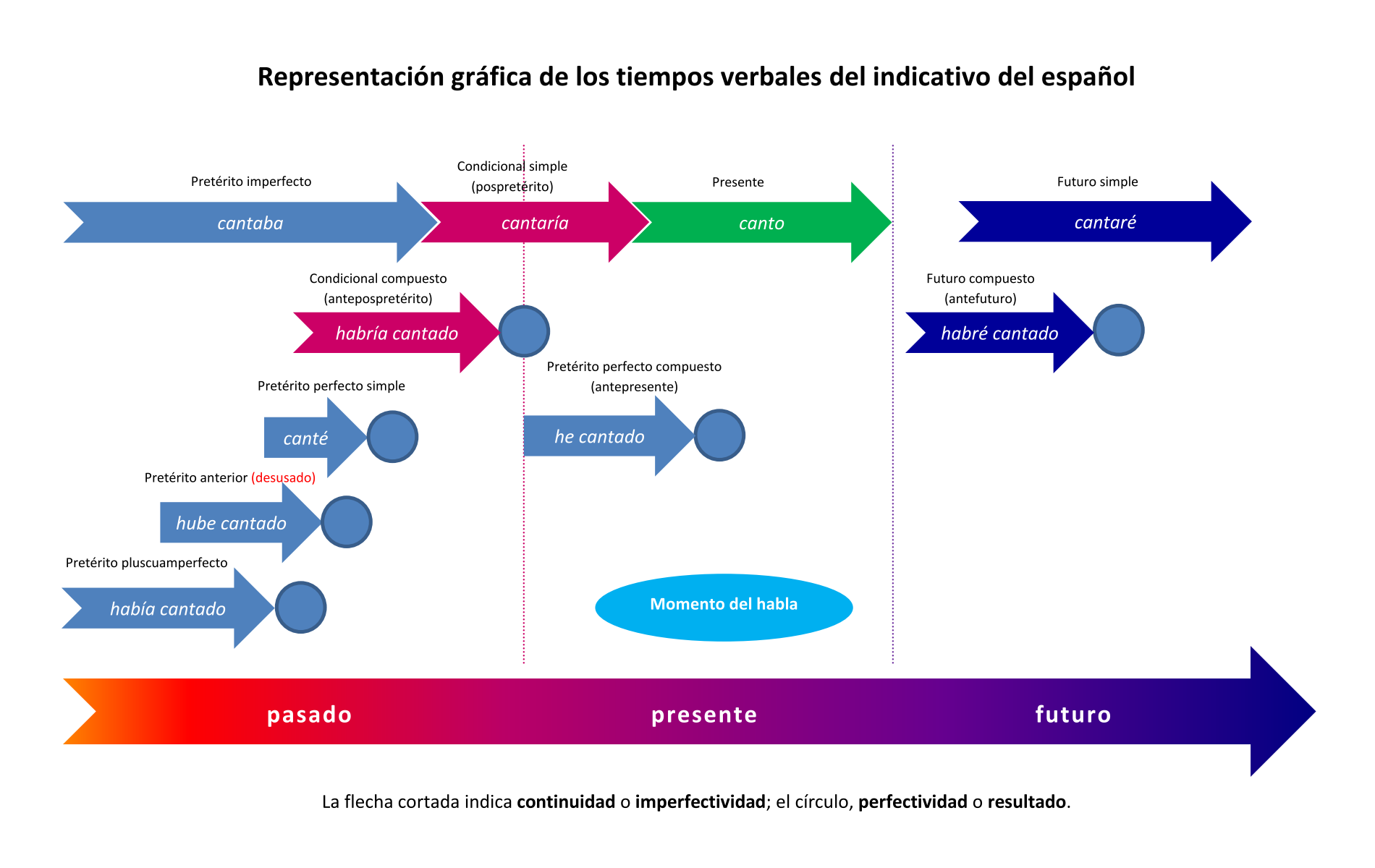
Representación gráfica de los tiempos verbales del indicativo

En español el verbo constituye la clase de palabra flexivamente más variable y está constituido por un lexema, así como diversas desinencias (morfemas), incluyendo las de número y persona en su periferia, y las de modo, voz (activa o pasiva), aspecto e infijo de vocal temática entre el lexema y aquellos. Aparte de los afijos flexivos, también admite afijos derivativos de distintas significaciones.
En español el verbo concuerda con el sujeto siempre en número y casi siempre en persona (la excepción es el caso del llamado sujeto inclusivo: Los españoles somos así), y bastantes veces con el atributo de los verbos copulativos. En el caso de la lengua española, que es flexiva, la mayoría de los verbos se conjugan de forma regular según tres patrones únicos (conjugaciones) definidos según la vocal temática (1.ª o en -ar, 2.ª o en -er, 3.ª o en -ir):
1.ª conjugación: saltar, caminar, amar, arrastrar...
2.ª conjugación: correr, comer, temer, suceder, querer...
3.ª conjugación: vivir, morir, sacudir, ir, existir...
Las formas verbales además varían según su voz, según si son formas personales o no personales, según el tiempo-modo-aspecto, según número y persona (en español estas dos categorías están sujetas a concordancia con el sujeto). Otros patrones de conjugación menos generales son denominados irregulares. Junto a este tipo de conjugación, existe además otro tipo de conjugación regular mediante estructuras analíticas llamadas perífrasis verbales, que expresan modos y aspectos más precisos y concretos que no aparecen recogidos en la conjugación regular, que es más general. Como la terminación es distinta para cada persona, el uso de pronombres sujeto se considera a menudo redundante.

### Francés e inglés
El verbo presenta rasgos razonablemente comunes en todas las lenguas indoeuropeas: conjugación basada en la persona, el número y el tiempo-modo-aspecto, pero no en el género, la evidencialidad o la existencia de derivación que cambia la valencia de tipo causativo, aplicativo, etc. Sin embargo, a pesar de estas características extendidas existen diferencias no desdeñables en los sistemas verbales de las lenguas indoeuropeas.
En otros idiomas, como por ejemplo el francés, los verbos tienen terminaciones distintas para cada persona, pero debido a su particular ortografía, muchas de ellas son homófonas, por lo que el pronombre sí se considera necesario. En inglés se presenta una situación similar por lo que en general se requiere sujeto explícito.

### Chino y japonés
En chino el verbo tiene siempre la misma forma y no tiene variación según persona, número, aspecto, tiempo o voz. Tanto el aspecto (perfecto o imperfecto), el tiempo (futuro) como la voz (pasiva) se expresan mediante partículas auxiliares sin afectar a la forma del verbo. La ausencia de marcas de persona o de concordancia en el verbo obligan a que en toda oración sin sujeto léxico deba aparecer un pronombre tónico para indicar la persona.
Los verbos del japonés, por otra parte, no se conjugan con la persona ni el número, por lo que expresiones como nihongo no hon wo yondeimasu pueden interpretarse como «Estoy leyendo un libro de japonés», «Están leyendo un libro de japonés» o cualquier persona o número, dependiendo del contexto.
Además en chino, japonés y otras lenguas, los adjetivos son de hecho verbos estativos.

### Lenguas africanas
Un número significativo de lenguas africanas de la familia Níger-Congo fuera del grupo bantú son altamente analíticas[cita requerida] por lo que de manera similar a lo que sucede en chino, la conjugación de los verbos se realiza mediante partículas que pueden entenderse como auxiliares. Esto sucede tanto en las lenguas mandé como en el yoruba.

### Lenguas amerindias
Algunas lenguas amerindias como el náhuatl (familia utoazteca) o el Xwlemi (familia salish) no presentan diferencia formal entre nombres y verbos, pudiendo cualquier raíz que funciona como nombre conjugarse según la persona gramatical. Esta situación es similar a la del chino donde los adjetivos son de hecho verbos estativos, solo que en varias lenguas amerindias también los nombres comunes pueden ser considerados verbos estativos.

## Clases de verbos

### Verbos transitivos e intransitivos
Desde el punto de vista sintáctico, un verbo con diátesis transitiva o verbo transitivo requiere dos participantes: un sujeto y un objeto. Por el contrario, los verbos intransitivos requieren un único participante que en las lenguas nominativo-acusativas se caracteriza igual que el sujeto de las transitivas, con caso nominativo, mientras que en las lenguas ergativas se caracteriza igual que el objeto de las transitivas, con caso absolutivo. Una misma raíz verbal puede ser en algunas oraciones intransitiva y en otras oraciones transitiva. Los siguientes son ejemplos en español:
Estoy comiendo (intransitivo)
Estoy comiendo nueces (transitivo)
Los verbos transitivos son aquellos que exigen la presencia de un objeto directo (también llamado «complemento directo») para tener un significado completo; esto es, que se refieren a acciones que transitan desde el actor al objeto (véase transitividad). Un ejemplo de esta categoría en español es:
He conseguido dos entradas para la ópera.
Aquí, el grupo compuesto por «dos entradas para la ópera» representa el objeto directo. La construcción «He conseguido...» no tiene sentido por sí misma, y requiere que se aporte información sobre lo que se consigue. Por regla general, los verbos transitivos son de la forma «alguien hace algo a algo».
Los verbos intransitivos se dividen entre inacusativos e inergativos en función de que el argumento que toman sea de tipo agente o de tipo paciente. En muchas lenguas, incluido el español antiguo, esta división se manifiesta muy claramente en el auxiliar. Así, los verbos inergativos utilizan en las formas perfectas el verbo haber, mientras que los inacusativos utilizan el verbo ser: 
Desque fueron llegados los mensajeros de Montezuma a la orilla de la mar, entrándose en las canoas (Bernardino de Sahagún).
Aunque esta distinción ya no está activa en español, la diferencia entre inacusativos e inergativos se manifiesta en la derivación morfológica, en las alternancias de transitividad o en ciertas construcciones sintácticas como las construcciones absolutas. En este último caso, sólo los verbos inacusativos son compatibles con esta construcción: una vez llegado el tren frente a *una vez ladrado el perro.

### Verbos regulares e irregulares
Los verbos irregulares son aquellos que poseen conjugaciones particulares. Las irregularidades morfológicas de cualquier tipo son más comunes en los idiomas fusionales, menos en los aglutinantes y prácticamente no existen en los aislantes.
Los verbos regulares son, por el contrario, aquellos que se atienen estrechamente a los paradigmas o modelos de conjugación más usados en la lengua.

#### Verbos irregulares en español
En español las irregularidades se presentan diferenciadas en los llamados tiempos verbales primitivos, que son el presente del modo indicativo («Yo quepo»), el pretérito perfecto simple del indicativo («Yo cupe») y el futuro simple del mismo modo («Yo cabré»); es posible determinar si un verbo es o no irregular conjugándolo en esos tres tiempos y viendo si se atiene a las reglas de conjugación a las que se adaptan los demás verbos.
En español, la irregularidad de un verbo simple cualquiera generalmente se mantienen en la conjugación de los verbos que de él se deriven, aunque hay excepciones. Ejemplos:
- Hacer: deshacer, satisfacer, rehacer, etc.
- Poner: componer, descomponer, reponer, etc.

Entre las excepciones, la más común es la que se aprecia en los derivados del verbo «decir» («maldecir» y «bendecir»), que en el futuro del modo indicativo no se conjugan como maldiré y bendiré (que es lo que se supondría según la regla) sino maldeciré y bendeciré.
Los verbos regulares son aquellos que se atienen estrechamente a los modelos de conjugación. En español hay tres de esos paradigmas: la primera conjugación, cuyos infinitivos terminan en -ar; la segunda, en la que terminan en -er y la tercera, en la que terminan en -ir. Dentro de la conjugación regular puede considerarse también una conjugación extendida por medio de perífrasis verbales que señalan distintos tipos de aspecto y modo verbal.

### Verbos impersonales en español
En español se distingue entre verbos impersonales propios (también llamados unipersonales), y los impropios.
- Los verbos impersonales propios son verbos que, en su sentido original (es decir, no-metafórico) se conjugan solo en la 3.ª persona. Dicha categoría está compuesta por los llamados «verbos meteorológicos»[2] o «climáticos» (llueve, nieva, etc.). Estos verbos son intransitivos.

- Los verbos impersonales impropios, por el contrario, son verbos que si bien en algunos contextos poseen una conjugación normal, pueden ser usados como impersonales (de ahí su categoría de impropios). Por ejemplo: el verbo «hacer» puede ser usado en contextos como:

«Espartaco hace sus tareas».
o en frases como
Hace calor; hace años, en singular.
En este segundo ejemplo está siendo usado como verbo impersonal. Los verbos impersonales impropios del español son:
- Haber: Hay cosas que hacer. Hay héroes para todos los gustos
- Hacer: Hace muchísimo calor.
- Bastar (en su forma bastar + preposición): Basta de palabrería.
- Ser: Es de noche.
- Ir: Me fue bien en el examen o Me fue bien en el partido.

### Verbos terciopersonales en español
Son verbos que por lo general solamente se conjugan en tercera persona del singular o del plural, como acaecer (algo acaece, las cosas acaecen, pero normalmente ni yo ni nosotros ni tú ni vosotros realizan esa acción). La mayoría de estos verbos, por razones lógicas, se refieren a fenómenos meteorológicos.
Ejemplos: llover, tronar, granizar, relampaguear, diluviar, nevar.
→ Las oraciones con verbos meteorológicos carecen de sujeto. Ejemplo: Anoche llovió muy fuerte.

### Verbos defectivos en español
Los verbos defectivos son aquellos en los que no se cumple el paradigma de conjugación completo. Para estos verbos no existen conjugaciones en algunos tiempos y personas, principalmente debido a razones de eufonía o de uso.
Algunos ejemplos de verbos defectivos en español son:
- Algunos verbos son defectivos porque necesitan por su significado un sujeto de cosa y, por tanto, solo tienen formas de tercera persona. Este es el caso de los verbos ocurrir o suceder: no podemos decir *ocurro *sucedes, sino solamente ocurre o sucede
- Otros verbos son defectivos porque nombran fenómenos propios de la naturaleza y normalmente no llevan sujeto. Es el caso de llover, nevar, atardecer y otros, que solo tienen formas de tercera persona: llueve, ha nevado, atardecerá.

En latín los verbos meteorológicos (pluit 'llueve', tonat 'truena', fulgurat 'relampaguea', ninguit 'nieva', son defectivos; aunque también lo son verbos que expresan deber o necesidad (libet 'agrada', licet 'es lícito', decet 'es adecuado', dedecet 'no es adecuado', oportet 'es necesario', refert 'importa', etc.) y otros que expresan sentimiento (piget 'tener pena', poenitet 'arrepentir', miseret 'tener compasión', etc.).

### Verbos copulativos en español
En español los verbos copulativos son ser, estar, parecer, además de otros verbos que en ciertos contextos son copulativos, como resultar, seguir, semejar, asemejar, permanecer, continuar.
Son los verbos que no aportan un significado pleno, solo se emplean para unir el sujeto y el predicado. Son aquellos verbos que poseen un significado mínimo, de forma que su presencia o su ausencia no cambian el significado al sujeto y por ello son casi prescindibles (diciendo «la casa es azul» diríamos prácticamente lo mismo que diciendo «La casa azul»); por ello, en vez de seleccionar objetos directos afectados por el verbo, rigen un tipo de complementos diferentes llamados atributos oracionales, que son mutables o sustituibles por el pronombre átono «lo». Los atributos oracionales pueden ser de dos tipos:
- Sujetivos, es decir, que determinen al núcleo del sujeto;
- Predicativos, es decir, que determinan a algún miembro del predicado. También se les llama a estos complementos predicativos.

En el análisis morfosintáctico, los atributos se marcan como determinantes tanto del verbo que lo rige como de aquello que determina, esté esto en el sujeto o en el predicado. Es importante hacer notar que no solo los verbos copulativos exigen atributos.

### Tiempos y modos verbales en español
En español, las formas verbales se agrupan en diferentes tiempos verbales y tres modos. Además de tres formas impersonales, las cuales no tienen tiempo o modo: el infinitivo, el participio y el gerundio.
Los tres modos existentes son modo indicativo, el modo subjuntivo y el modo imperativo, en los cuales hay diferentes formas verbales:
(Usando de ejemplo el verbo «amar»)
- Personales
  - Modo indicativo:
    - Presente (amo, amas, ama, amamos …) / Pretérito Perfecto Compuesto (he amado, has amado, ha amado, …)
    - Pretérito Imperfecto (Amaba) / Pretérito Pluscuamperfecto (Había amado)
    - Pretérito Perfecto Simple (Amé)  / Pretérito Anterior (Hube amado)
    - Futuro Imperfecto (Amaré) / Futuro Perfecto (Habré amado)
    - Condicional Imperfecto (Amaría) / Condicional Perfecto (Habría amado)

  - Modo subjuntivo:
    - Presente (Ame) / Pretérito Perfecto (Haya amado)
    - Pretérito Imperfecto (Amara o amase) / Pretérito Pluscuamperfecto (Hubiera, [o hubiese] amado)
    - Futuro Imperfecto (Amare) / Futuro Perfecto (Hubiere amado)

  - Modo imperativo
    - Tú (Ama)
    - Vos (Amá)
    - Usted (Ame)
    - Nosotros (Amemos)
    - Vosotros (Amad)
    - Ustedes (Amen)
- No Personales
  - Infinitivo Simple (Amar) / Infinitivo Compuesto (Haber amado)
  - Participio (Amado)
  - Gerundio Simple (Amando) / Gerundio Compuesto (Habiendo amado)

### Tipo de proceso (Aktionsart)
Zeno Vendler propuso que los verbos también pueden clasificarse semánticamente, de acuerdo con el tipo de proceso que denotan.
- Estado (estático y atélico): ser, estar vivo
- Actividades (dinámico y atélico): caminar, correr
- Logros o sucesos (télico e instantáneo): nacer, florecer
- Realizaciones (télico, duración temporal): convencer, llegar a...